# 방아쇠 법
방아쇠 법(Trigger law)은 시행시점이 정해지지 않고, 발동조건(방아쇠)이 일어나야 실행되는 법이다.

미국의 낙태 논쟁이 유명한 사례인데 로 대 웨이드 사건의 판례가 도브스 대 잭슨 여성 건강 기구 사건으로 무효화된 후 곧바로 미국 여러 주에서 낙태가 금지되었다.